# Непоциан (генерал)
Вижте пояснителната страница за други личности с името Непоциан.
Непоциан (на латински: Nepotianus; † 465) е генерал на Западната римска империя.
Непоциан е женен за сестрата на Марцелин (самостоятелният командир на Далмация) и има син Юлий Непот, който става император de iure на Западната римска империя.
През 458 г. той е comes et magister utriusque militiae и заедно с Егидий, командир на войската на западния император Майориан. Участва в боевете в Галия. Завладява Лугдунум и потушава бунта на багаудите.
Между Западната римска империя и Толозанското царство на вестготите Теодерих II в Арелате e сключен съюз и те отново са федерати. Поетът Сидоний Аполинарий държи панегирик за Майориан.
През 459 г. Непоциан и вестготския генерал comes Суниерих са командири на създадената римско-готска армия и са изпратени в Галеция, Испания. През май 460 г. Непоциан и Суниерих атакуват войската на свебите близо до Lucus Augusti. В началото на 460-те г. понеже не признава magister militum Рицимер, Непоциан е сменен по нареждане на Теодерих II с Арборий.
Умира през 465 г.